# Багровый ужас
«Багровый ужас» (англ. The Crimson Horror) — одиннадцатая серия седьмого сезона возрождённого в 2005 году британского научно-фантастического телесериала «Доктор Кто», премьера которой состоялась 4 мая 2013 года на канале BBC One. Шестая серия второй половины сезона. Сценарий эпизода написал Марк Гэтисс, а режиссёром выступил Сол Мецстин. Это сотый эпизод с момента перезапуска сериала в 2005 году.
В серии инопланетный путешественник во времени Доктор (Мэтт Смит) и его спутница Клара Освальд (Дженна-Луиза Коулман) прибывают в Йоркшир 1893 года, где в это время некая миссис Гиллифлауэр основала «идеальное» сообщество под названием Свитвилль.
Премьеру серии в Великобритании посмотрели 4,61 миллионов зрителей. Она получила в основном положительные отзывы критиков.

## Сюжет
В 1893 году в Лондоне силурианка мадам Вастра, её напарница-человек Дженни и сонтаранец Стракс начинают расследовать серию таинственных смертей: у жертв, которых вылавливали из реки, была багровая кожа. Местные жители прозвали убийства «Багровым ужасом». Древнее цыганское суеверие гласит, что сетчатка хранит в себе изображение того, что человек увидел прямо перед своей смертью (оптограмма), и все трое были потрясены, увидев в глазу одной из жертв изображение Доктора. Вастра с помощниками направляется в Йоркшир, где Дженни проникает в Свитвилль — утопическое сообщество под руководством миссис Гиллифлауэр и господина Свита, которого ещё никому не удалось увидеть. Гиллифлауэр ведёт проповеди о грядущем апокалипсисе, чтобы привлечь людей в свою коммуну. У неё есть дочь Ада, которая ослепла после того, как была избита своим ныне покойным отцом.
На спичечном заводе Свитвилля в одном из помещений Дженни обнаруживает прикованного цепями Доктора с багровой затвердевшей кожей, но всё ещё живого. Следуя его молчаливым указаниям, она помещает его в камеру, повернувшую процесс вспять. Вернувшись в нормальное состояние, Доктор рассказывает Дженни, что он и Клара, направляясь в Лондон, случайно попали в Йоркшир и взялись за расследование тайны «Багрового ужаса». Они также под прикрытием присоединились к общине Свитвилля, где, перед тем как попасть в плен, узнали, что будут законсервированы, чтобы пережить апокалипсис. Процесс не до конца сработал на Докторе, так как он не является человеком. Ада спасает его от отбраковки, которой подвергают всех побагровевших жертв, и прячет от матери, ласково называя его «своим чудовищем». Доктор находит законсервированную Клару в одном из домов общины и обращает процесс вспять. Тем временем мадам Вастра понимает, что сообщество для консервации людей использует яд доисторической красной пиявки, которая была основным вредителем для её расы. Доктор и Клара сталкиваются с миссис Гиллифлауэр, которая раскрывает свой замысел: она собирается запустить ракету для распространения яда по небу, отчего погибнут все люди на Земле, кроме сохраненных ею «идеальных» жителей Свитвилля, которые в будущем смогут изменить мир к лучшему. «Мистер Свит» оказывается одной из древних красных пиявок, поддерживающей симбиотический контакт с основательницей коммуны. Доктор уличает Гиллифлауэр в проведении экспериментов над Адой для создания формулы консервации людей. Услышав это, Ада в ярости нападает на мать, дав Кларе время на разрушение панели управления ракетой. Однако Гиллифлауэр, оказавшаяся вооруженной пистолетом, берёт дочь в заложники и добирается до запасной стартовой системы.
Хозяйка Свитвилля производит запуск, но, как оказалось, Вастра и Дженни ранее успели извлечь из ракеты ёмкость с ядом пиявки, сделав её бесполезной. Гиллифлауэр пытается напасть на Доктора, однако из-за выстрела Стракса в её сторону падает с лестницы. Как только она умирает от полученных ран, Мистер Свит слезает с тела, и Ада давит его своей тростью. Доктор и Клара прощаются со всеми перед отлётом; Ада объявляет о том, что готова начать новую жизнь. Вастра и Дженни интересуются Кларой, так как ранее встречались с её викторианской версией, которая впоследствии погибла, однако Доктор решает не давать им объяснений, пока не разберётся в этом сам.
Доктор высаживает Клару в Лондоне её времени. Она возвращается к себе домой и обнаруживает там Энджи и Арти, детей, за которыми присматривала, рассматривающих в интернете фотографии с ней из прошлого, и не признаёт себя на одной из них, сделанной в викторианском Лондоне. Дети понимают, что она путешествовала во времени, и грозят рассказать всё своему отцу, если Клара не возьмёт их в следующий полёт.

## Отсылки к другим сериям
Когда Доктор вместо Лондона попадает в Йоркшир, он рассказывает Кларе, как однажды потратил немало времени на то, чтобы доставить одну «болтливую австралийку» в аэропорт Хитроу, имея в виду спутницу Пятого Доктора Тиган Джованку и свои усилия, направленные на возвращение её в Хитроу в промежутке между эпизодами «Четверо в Судный День» и «Временной полёт». Ещё одной отсылкой к Тиган является фраза Доктора «Храброе сердце, Клара», часто используемая при разговоре с Джованкой.
В одном из флешбеков Доктор говорит, что согласно поверью цыган на сетчатке глаза мертвеца сохраняется картинка увиденного перед смертью. Это схоже с гипотезой Четвёртого Доктора, высказанной экипажу станции «Нерва» перед тем, как он связал свой разум с сетчаткой мёртвого Виррна в серии «Ковчег в космосе».
Прибыв домой, Клара обнаруживает, что дети, за которыми она присматривала, нашли исторические фотографии с ней 1974 («Прячься») и 1983 («Холодная война») годов. Также они находят снимок 1892 года с Кларой Освин Освальд / мисс Монтегю из эпизода «Снеговики», которая, по их мнению, является их Кларой.

## Создание

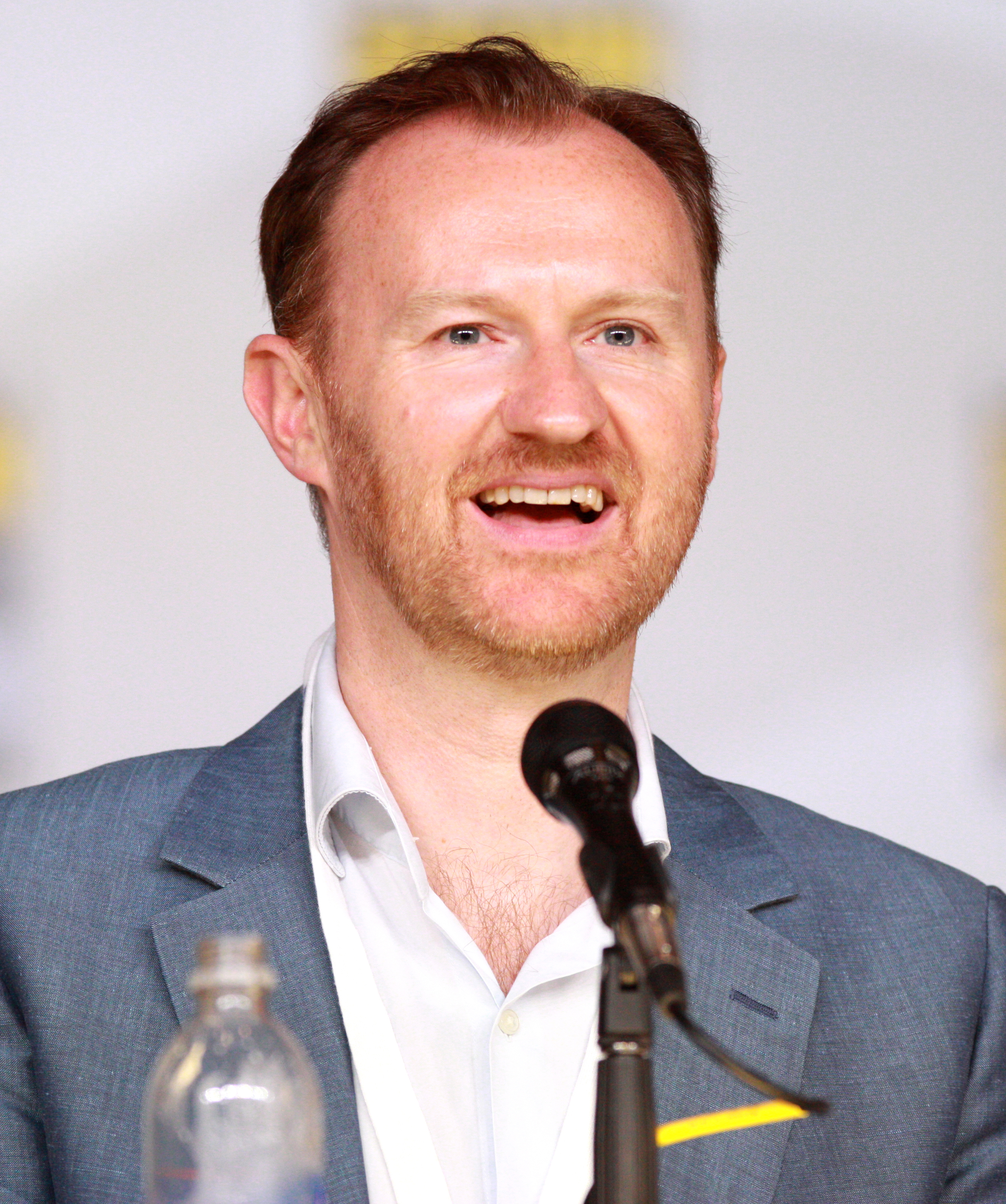
Сценарист эпизода
«Багровый ужас» Марк Гэтисс

В «Багровом ужасе» состоялось возвращение Вастры, Дженни и Стракса из эпизода «Снеговики». В интервью Radio Times исполнительный продюсер Стивен Моффат отметил, что история будет показана с точки зрения этих персонажей и зрители «увидят, как они ведут самостоятельное расследование и совершенно случайно сталкиваются с Доктором».
Серия была «специально написана» для британских актрис Дианы Ригг и Рэйчел Стирлинг, являющихся матерью и дочерью. Это был первый опыт их совместной работы. Стирлинг отметила, что Гэтисс прописал отношения между их героинями «действительно вкусными» и что они прежде не работали вместе, так как ранние предложения «не были заманчивыми», а их согласие объяснила так:«Когда появляется такой смешной и оригинальный сценарий, вы понимаете, что время пришло». Гэтисс включил в эпизод многочисленные отсылки к известной работе Ригг в классическом британском телесериале «Мстители»: аналогичный чрезмерный мелодраматический тон; сумасшедший/сумасшедшая из Англии (в данном случае сама Ригг) стремится к уничтожению всего мира; кожаный комбинезон Дженни для боя, являвшийся фирменным знаком Эмми Пил (героини Ригг) почти полвека назад.
Производство эпизода началось 2 июля 2012 года со съёмок на натуре в деревнях Бьют Таун, Кайрфилли и Тонирефейл.

## Трансляция, рейтинг и критика
Премьера серии состоялась 4 мая 2013 года на канале BBC One, её посмотрели 4,61 миллиона человек. Серия получила высокий индекс оценки 85. Серия получила в целом положительные отзывы критиков.
Бен Лоуренс из The Daily Telegraph поставил ей пять звёзд из пяти, написав, что она «битком набита идеями, сохраняя при этом потрясающий, свежий темп, и доставляет фантастически удовлетворяющую историю». Он высоко оценил решение не вводить Доктора и Клару в первые пятнадцать минут эпизода, что позволило сюжету свободно развиваться. Рецензент The Guardian Дэн Мартин хорошо отнёсся к игре серии с жанрами и формами, написав, что она «была сумасшедшей и жуткой, каким шоу и должно быть всегда». Обозреватель Doctor Who Magazine Грэм Киббл-Уайт также написал положительный отзыв на эпизод, назвав его «чертовски блестящим» и «замечательно рассказанной сказкой, в которой каждый элемент — в том числе её название — излучает настоящий свет». Он охарактеризовал сюжет как «тщательно сотканную пряжу, полную коварных шуток», а отсутствие Доктора в первой трети серии как «смелый шаг». Кроме того, он высоко оценил участие Вастры, Дженни и Стракса, так как «они имеют достаточно необходимых средств и щегольства, чтобы удержать [внимание] на себе» в ожидании Доктора. В то же время он отметил, что «постоянное отстаивание Страксом таких вещей, как трехразрывные мозговыносители (англ. triple-blast brain-splitters), раздражало» его. Также он подверг критике появление в финале Арти и Энджи, сравнив сцену с ними с «резким переходом из послеобеденного воскресного сериала в утренний субботний мультфильм».
Патрик Малкерн из Radio Times похвалил то, что серия имеет «достойную тайну» и «логичный сюжет», но, по его мнению, «более значительным из всего является Пляска смерти». Он назвал эпизод «наиболее гэтиссианским» и описал работу сценариста следующими словами: «Этот человек погружен в викторианскую литературу, фильмы ужасов, чёрный юмор… И вот он сжал всё в „Докторе Кто“, добавив более чем отсылку к „Мстителям“». Обозреватель сайта IGN Марк Сноу после премьеры присвоил «Багровому ужасу» рейтинг 8,7 из 10, назвав его «пока что лучшей» серией во второй половине сезона. Он высоко оценил юмор и стиль и отметил, что «проблема никогда прежде не имела по-настоящему угрожающих размеров, и не было масштаба столь грандиозного или эпического в отличие от недавних предшественников [эпизода]» и «в этот раз сюжета было достаточно для того, чтобы быть вписанным в одну-единственную серию». Рецензент SFX Ник Сетчфилд дал эпизоду четыре из пяти звёзд, охарактеризовав его как «неспотыкающийся вальс прямо на грани пародии и не более того». Он похвалил Ригг за исполнение своей роли и особо отметил Стирлинг, которая, по его словам, «выделилась своей игрой» среди остальных. Морган Джеффри из Digital Spy был более критичен, поставив серии две звезды из пяти. Он отметил, что она «проходная», и раскритиковал героиню Ригг за то, что по сценарию она была «чрезмерно кудахтающей старухой». При этом Джеффри похвалил эмоциональную глубину, привнесённую персонажем Стирлинг, и режиссуру.
Николай Караев в своей рецензии на седьмой сезон шоу в журнале «Мир фантастики» назвал серию «претендующей на звание „самой-самой“ [лучшей]» в сезоне. Журналист противопоставил качество этого эпизода Гэтисса его же «Холодной войне», вышедшей несколькими неделями ранее и названной рецензентом «худшей в сезоне». Сюжеты историй Караев описал так: «Если „Холодная война“ — это прямолинейный квест, сюжет „Багрового ужаса“ похож на изящный лабиринт».